# Ludovic Giuly
Ludovic Giuly (sinh ngày 10 tháng 7 năm 1976 tại Lyon) là một cựu cầu thủ bóng đá Pháp. Anh thường chơi tiền vệ trung tâm hoặc tiền đạo cánh.
Giuly bắt đầu sự nghiệp cầu thủ chuyên nghiệp năm 1994 tại Olympique Lyon. Năm 1999 anh chuyển đến Monaco chơi cho AS Monaco. Thành tích tốt nhất của anh tại đó là vào chung kết Champions League 2004, đội của anh thất bại trước Porto 0:3. Trong trận đấu đó đội trưởng Giuly đã sớm phải rời săn vì chấn thương sau 23 phút thi đấu.
Sau mùa bóng này anh chuyển đến thi đấu cho Barcelona tại Tây Ban Nha. Mùa bóng đầu tiên trong màu áo Barca anh giành được một chức vô địch La Liga và Siêu cúp, ghi tổng cộng 11 bàn.
Trận đấu đầu tiên của anh trong màu áo đội tuyển quốc Pháp ngày 29 tháng 3 năm 2000 gặp Scotland. Tới nay anh đã thi đấu 17 lần cho tuyển Pháp.

## Thống kê sự nghiệp
| #  | Ngày                 | Địa điểm                             | Đối thủ        | Bàn thắng | Kết quả | Giải đấu                     |
| -- | -------------------- | ------------------------------------ | -------------- | --------- | ------- | ---------------------------- |
| 1. | 22 tháng 6 năm 2003  | Stade de France, Saint-Denis, Pháp   | New Zealand    | 4–0       | 5–0     | FIFA Confederations Cup 2003 |
| 2. | 8 tháng 9 năm 2004   | Tórsvøllur, Tórshavn, Quần đảo Faroe | Quần đảo Faroe | 1–0       | 2–0     | Vòng loại World Cup 2006     |
| 3. | 12 tháng 10 năm 2005 | Stade de France, Saint-Denis, Pháp   | Síp            | 4–0       | 4–0     | Vòng loại World Cup 2006     |

## Danh hiệu
- UI Cup: 1997
- Siêu cúp bóng đá Pháp: 2000
- Vô địch quốc gia Pháp: 2001, 2003
- Vô địch La Liga: 2005, 2006
- Siêu cúp bóng đá Tây Ban Nha: 2005
- Copa Carranza: 2005
- UEFA Champions League: 2006

## Đội bóng
- 1994-1998:  Olympique Lyonnais
- 1998-2004:  AS Monaco
- 2004-2008:  FC Barcelona